# Technische Universiteit Graz
De Technische Universiteit Graz (TU Graz) (Duits: Technische Universität Graz) is een van de vijf universiteiten in de Oostenrijkse deelstaat Stiermarken en een van de drie technische universiteiten van Oostenrijk. Van deze drie is Graz het oudste onderzoeks- en onderwijsinstituut voor wetenschap en technologie. Het onderwijs en onderzoek is gericht op techniek en natuurwetenschappen. De openbare universiteit telt in 2022 16.500 studenten, verspreid over zeven faculteiten, en 3.900 personeelsleden, onder wie 1.900 academici.
De universiteit is samen met de Karl-Franzens-Universität Graz een strategisch samenwerkingsverband aangegaan onder de naam NAWI Graz. De onderzoekskernen en auditoria zijn verspreid over drie campussen in Graz aangeduid als Alte Technik, Neue Technik en Inffeldgasse.

## Geschiedenis
Het Joanneum werd op 26 november 1811 door aartshertog Johan van Oostenrijk opgericht ter ondersteuning van de oprichting met zijn private natuurwetenschappelijke collectie, tot heden de oudste kern van de collectie van het Universalmuseum Joanneum. Verbonden aan het Joanneum ontvingen ook meerdere hoogleraren een leerstoel om zich te verdiepen in mineralogie, fysica, chemie, astronomie, plantkunde en technologie.
In 1864 hernoemde de landsdag van Stiermarken de instelling tot Steiermärkische landschaftliche Technische Hochschule am Joanneum zu Graz. In 1874 werd de universiteit overgenomen door de staat en herdoopt tot Kaiserlich-königliche Technische Hochschule in Graz. In 1901 verwierf de hogeschool het recht Wetenschappelijke promotie's toe te kennen.
In 1934 werd de Technische Hochschule Graz kortelings in een fusie opgenomen met de Montanistischen Hochschule Leoben, en hernoemd tot Technischen und Montanistischen Hochschule Graz-Leoben. Deze fusie werd in 1937 ongedaan gemaakt.
In 1975 werd de Technische Hochschule Graz formeel een universiteit, de Technische Universität Graz, die in 1976 formeel een tweede naam kreeg, de Erzherzog-Johann-Universität Graz.

## Alumni en docenten
Tot de alumni en medewerkers van de instelling behoren onder meer de scheikundige en Nobelprijswinnaar Richard Adolf Zsigmondy, ingenieur Karl von Terzaghi, architect Erwin Leo Himmel, econoom en politicoloog Joseph Schumpeter, architect Raimund Abraham, scheikundige Karl Kordesch, kunstenaar Hartmut Skerbisch en architect en stedenbouwkundige Aglaée Degros. Van 2001 tot 2004 was Vincent Rijmen gastprofessor aan de universiteit.
Aalborg ·
Aken ·
Barcelona ·
Belgrado · 
Berlijn · 
Boedapest · 
Boekarest · 
Braunschweig · 
Brno ·
Darmstadt ·
Delft ·
Dresden ·
Dublin ·
Enschede · 
Gdańsk · 
Gent ·
Glasgow · 
Göteborg ·
Graz ·
Grenoble ·
Guildford · 
Haifa ·
Hannover ·
Helsinki ·
Istanboel ·
Karlsruhe ·
Kaunas ·
Lausanne ·
Leuven ·
Lissabon ·
Lissabon NOVA ·
Louvain-la-Neuve ·
Lund · 
Lyon ·
Madrid ·
Milaan ·
Parijs-Saclay ·
Parijs ParisTech ·
Porto ·
Poznań ·
Praag ·
Riga ·
Sheffield · 
Stockholm ·
Stuttgart ·
Tallinn ·
Tomsk ·
Trondheim ·
Turijn ·
Valencia ·
Warschau ·
Wenen ·
Zürich